# Fekete füst
A Fekete füst, fekete ruhás férfi vagy Jacob nemezise (eredeti név: (The) Man in Black vagy The Smoke Monster) egy természetfeletti entitás, a Lost – Eltűntek című sorozat fő antagonistája.
A füstszörnyeteg célja az, hogy kijusson a szigetről, ám ezt csak úgy tudja elérni, ha megöli a sziget védelmezőjét (Jacobot), illetve az úgynevezett „utódait”, akiket a védelmező választ, hogy valamelyikük majdan átvegye a helyét.
A történet folyamán megismerjük a kettejük között zajló konfliktust (melynek következtében kerülnek a szigetre a „jelöltek”, akiket maga Jacob hoz oda) és ezen konfliktus szabályait, melyet legfőképpen az anyjuk határozott meg, amikor gyermekkorukban megáldotta őket, miáltal többé nem tudtak egymásnak ártani.
Ezen harc célja a fekete ruhás férfi (a Füstszörnyeteg) részéről az, hogy a sziget védelmezőjét megölve szabad lehessen, és képes legyen elhagyni a szigetet, Jacob részéről pedig az, hogy őt ott tartsa, és megvédelmezze a sziget szívének nevezett helyet attól, hogy akár a Füstszörny, akár más kioltsa, ezáltal elpusztítva a szigetet (és feltehetően a világot).

## Története
A fekete ruhás férfi Jacob ikertestvére. Akkor születtek, amikor a hajó, amelyen igazi anyjuk is utazott, hajótörést szenvedett a sziget partjainál. Amikor édesanyjuk, Claudia partot ért, nem sokkal később a dzsungelben találkozott egy titokzatos asszonnyal, akinek nevét nem tudjuk, egyszerűen csak úgy ismerjük, „Anya”. Ekkor Claudia csaknem mindenórás terhes volt az ikerpárral. Nem sokkal a találkozásuk után beindult nála a szülés, és életet adott előbb Jacobnak, majd rögtön ezután a másik gyermekének, akinek nem választott nevet.
Anya rögtön a szülés után agyonverte a nőt egy kővel, az ikreket pedig megtartotta, és úgy nevelte fel őket, mint a saját gyermekeit. A két gyermek pontosan ebben a tudatban nőtt fel, hogy „Anya” az ő vér szerinti anyjuk, valamint hogy a sziget az egyetlen hely, azon kívül nincs más; egészen addig, amíg egy napon, nagyjából 13 éves korukban az anyjuk szelleme meg nem jelent a fekete ruhás kisfiúnak. Elmondta neki, hogy a szigeten kívül, a tengeren túl még számos dolog van, hogy ők is onnan származnak; elvezette őt arra a helyre, ahol az ő népük él (feltételezhetően ugyanazok az emberek, akik Claudiával együtt szenvedtek hajótörést), és elmondta neki, hogy ő volt az igazi anyjuk, neki és Jacobnak. A fekete ruhás kisfiú ezen feldühödve éjjel visszatért a barlangba, oda, ahol ő és Jacob élt ekkor az anyjukkal, és megkérte a testvérét, hogy tartson vele, amikor elmegy. Jacob egy darabon elkísérte őt, de amikor az utóbbi elmondta Jacobnak, hogy Anya nem az igazi anyjuk, Jacob hirtelen haragjában nekiment testvérének, és ütni kezdte őt. Ekkor Anya utolérte őket a dzsungelben, ahol a fiú megvádolta őt azzal, hogy megölte az igazi anyjukat. Anya közölte a fiúval, hogy bármit is tesz, soha nem lesz képes elhagyni a szigetet. Amikor Jacob ismét nemet mondott a fiú kérésére, ő egyedül elment, és nem tért vissza.
Sziget, 1800-as évek: Mikor Jacob a parton reggelizve figyelte a közeledő vitorláshajót, a testvére eredeti alakjában csatlakozott hozzá, és leült mellé. Közölte, tudja, hogy Jacob hozta a Szigetre a hajósokat, hogy bebizonyítsa, neki van igaza, miszerint az emberek természete alapvetően jó, és képesen önállóan eldönteni, hogy mi jó és mi rossz.
Ő azonban úgy vélte, ugyanaz lesz a vége, mint mindig: a jövevények harcolni és pusztítani fognak. Mielőtt távozott, odaszólt Jacobnak, hogy a legszívesebben végezne vele, de ezt nem teheti meg. Figyelmeztette, hogy előbb-utóbb találni fog egy kiskaput, amit kihasznál, hogy elérje a célját.
Sziget, 2007 (John Locke alakjában): Mikor az Ajira 316-os járata megérkezett a Szigetre, Jacob nemezise magára öltötte Locke alakját, és a halott férfinak adta ki magát. Mivel rendelkezett az emlékeivel, könnyen elhitette Bennel, Sunnal és Frankkel, hogy ő valójában John. Linus érthető módon megijedt, hogy az általa megölt ember ismét életben van, ezért egy újabb gyilkosságon kezdett gondolkodni. Manipulációval majdnem elérte, hogy Caesar megölje az ál-Johnt, de közben meggondolta magát, és hagyta, hogy a férfi elkísérje őt a szörnyhöz. Benjamin a falujukból nem tudta magához hívni a füstöt, ám az időközben a dzsungelből előbukkanó ál-Locke felajánlotta, hogy elvezeti hozzá. Hamarosan eljutottak a Templom föld alatti részébe. Itt Ben alatt leszakadt a padló, Ben pedig bezuhant a szörny termébe. Az ál-kopasz elment valamiért, amivel segíthetett társán. Ezalatt a füst Alex formájában ítélkezett Linus felett: megparancsolta neki, hogy ne bántsa Johnt, különben elpusztítja őt. Felszólította, hogy kövesse minden egyes parancsát. Miután Alex eltűnt, az imposztor visszatért, és kisegítette Benjamint a teremből.
Következő úti céljuk a Többiek tábora volt. Richard meglepődve üdvözölte Johnt, bár azt észrevette, hogy valami megváltozott rajta. Az ál-Locke ezt annak tudta be, hogy most már van célja. Jacob ellensége megkérte Richardot és Bent, kísérjék el egy túrára. Az út folyamán a nemezis arra utasította Alpertet, hogy a fák közül hamarosan kilépő Locke-nak (aki még az időben utazott) mondja el, vissza kell hoznia mindenkit a Szigetre, ezt pedig csak azzal érheti el, hogy meg kell halnia. Ezt követően azt kérte Richardtól, vigye el őt Jacobhoz. Miután visszatértek a táborba, az ál-John kijelentette a Többieknek, hogy Alpert másnap mindannyiukat elvezeti Jacobhoz. Richard ekkor bizalmasan megjegyezte Bennek, hogy Locke-kal szerinte még bajok lesznek. Ben csak annyit felelt erre, hogy épp ezért akarta megölni őt.
Másnap az út folyamán az imposztor felfedte Bennek, hogy valójában azért akar találkozni Jacobbal, hogy megölje. Később, mikor megtudta, hogy Linusnak minden egyes szavát követnie kell, kijelentette, Benjamin fog végezni Jacobbal. Az ál-Locke azt állította Richardnak, azért akarja meglátogatni a Sziget vezetőjét, hogy megköszönhesse neki, hogy visszaadta az életét, mivel úgy gondolja, ezért neki lehet hálás. A csapat megállt egy időre az Oceanic 815 túlélőinek egykori táboránál. Linus beismerte, sosem találkozott Jacobbal, és a kunyhóban ő is meglepődött, mikor a tárgyak repkedni kezdtek. Az ál-John ügyesen manipulálta Bent: bebizonyította, hogy habár hűségesen szolgálta a Szigetet, Jacob állandóan megbüntette őt, ez pedig bőven elég indok arra, hogy megölje.
Hamarosan megérkeztek Jacob lakóhelyéhez, a szobor romjaihoz. Richard figyelmeztette Johnt, hogy egyszerre csak egy vezér beszélhet Jacobbal, de ő erre fittyet hányt, és magával vitte Bent is. Odabent közölte vele, tudja, hogy nem egyszerű a feladat, ám ha Jacob meghal, minden megváltozik. Linus határozott mozdulattal kivette az ál-Locke kezéből a kést, és beléptek Jacob termébe. Jacob rögtön felismerte ellenségét, és beismerte, hogy megtalálta a kiskaput, amit oly régóta keresett. A nemezis hozzátette, hogy ehhez nagyon sok dolgon kellett keresztülmennie, de végül sikerült neki. Jacob próbálta lebeszélni Bent a tervéről, ám kudarcot vallott. Linus kétszer beleszúrta a tőrt a Sziget vezetőjébe, aki a földre rogyott. Utolsó szavai ezek voltak az ál-Johnhoz: „Jönnek!” Ellensége ezután a szoba közepén lobogó tűzbe rúgta a haldokló férfit.